# Jazmin (actriz porno)
Yasmin Chaudhry "Jazmin" (en bengalí: জ্যাজ়মিন; nacida el 15 de mayo de 1985 en Chittagong) es una actriz porno de procedencia bangladesí.
Jazmin es la hija de la primera generación de bangladesí-americanos que emigraron de la ciudad portuaria de Chittagong. Ella hizo su primera aparición en la industria del entretenimiento para adultos en 2003, y, a partir de 2006, ha actuado en varias películas para adultos. Protagonizó Bangladesh Booty, siendo esta la primera vez que fue lanzada internacionalmente una película porno de características bangladesí donde Jazmin tenía el papel protagónico.